# Соціальні проблеми
Нижчеподаний список формалізує питання, пов'язані з проблемами соціального середовища.
Бідність
- Боротьба з бідністю — Програми захисту безпритульних (безздомних)

Демографія
- Демографічна політика: Демографічна криза — Проблема старіння населення

Персональна психологія
- Проблема особистого вибору — Самовизначення · Самомотивація —

Продуктивність праці
- Розподіл трудових ресурсів

Середовище життя
- соціальна екологія

Тоталітарна спадщина
- національне відродження · перехід від тоталітаризму до демократії · формування громадянського суспільства (як філософія)